# Sphaerostephanos morotaiensis
Sphaerostephanos morotaiensis är en kärrbräkenväxtart som beskrevs av Holtt. Sphaerostephanos morotaiensis ingår i släktet Sphaerostephanos och familjen Thelypteridaceae. Inga underarter finns listade.